# Melaleuca
Melaleuca é um género botânico pertencente à família Myrtaceae, com mais de 200 espécies.
Uma dessas espécies é a  Melaleuca alternifolia, nativa da Austrália é também conhecida popularmente como tea tree, "árvore-do-chá" ou "mirto-de-mel" mas, apesar desse nome, ela não tem qualquer relação com a planta cujas folhas são usadas para o preparo do chá.
Outras espécies do gênero Melaleu são a M. alternifolia e a M. leucadrendron - ambas são utilizadas na medicina. 

## História e origens
Cultivam-se principalmente na Austrália, onde são muito apreciadas pelas suas propriedades. Da árvore-do-chá extrai-se um óleo muito aromático e antisséptico, que se comercializa de diferentes formas, sobretudo como loção para primeiras curas. O óleo da Melaleuca alternifolia é muito eficaz como agente antibacteriano e antifúngico e como estimulador das defesas do organismo.  As suas aplicações são tão variadas que tanto se usa para eliminar verrugas como em casos de candidíase vaginal. As propriedades do óleo Malaleuca leucadrendron são similares, mas é mais estimulante do que o do Melaleuca alternifolia e tem um aroma canforado, pelo que se costuma utilizar como vermífugo e analgésico, para aliviar espasmos, doenças respiratórias e é especialmente útil em casos de dores de dentes. Embora os aborígenes australianos o utilizassem desde tempos remotos, oficialmente só foi registado na década de 1920, quando as análises efetuadas revelaram uma grande eficácia deste óleo. Durante a Segunda Guerra Mundial, os soldados australianos usavam-no como desinfetante.

## Uso

### Medicinal
A Melaleuca alternifolia é usada para aliviar os sintomas próprios do pé-de-atleta e para eliminar verrugas, úlceras, acne, eritemas solares, piolhos e candidíase vaginal. A Melaleuca leucadrendron é recomendável em casos de sinusite, bronquite, infeções estomacais, lombrigas, reumatismo, nevralgias, contrações musculares, gota e diversas infeções cutâneas. O óleo da Melaleuca cajuputi usado como analgésico e anti-séptico, como da M. leucadrendron.

### Cosmética
Utilizar diluído em água para uma eficaz limpeza cutânea e para tratar as borbulhas. O óleo da M. alternifolia é útil na elaboração de cremes para mãos e o corpo.

### Caseiro
O óleo do M. leucadrendron é um potente inseticida, sendo utilizado igualmente na fabricação de detergentes. Também se usa na pastelaria como potenciador de sabor.

### Atenção
Não se deve ingerir durante a gestação e recomenda uma utilização equilibrada, não exagere pois algumas determinadas plantas contém sempre teor de intoxicação.

## Espécies
O Catalogue of Life inclui estas espécies: